# Präfektur Assoli

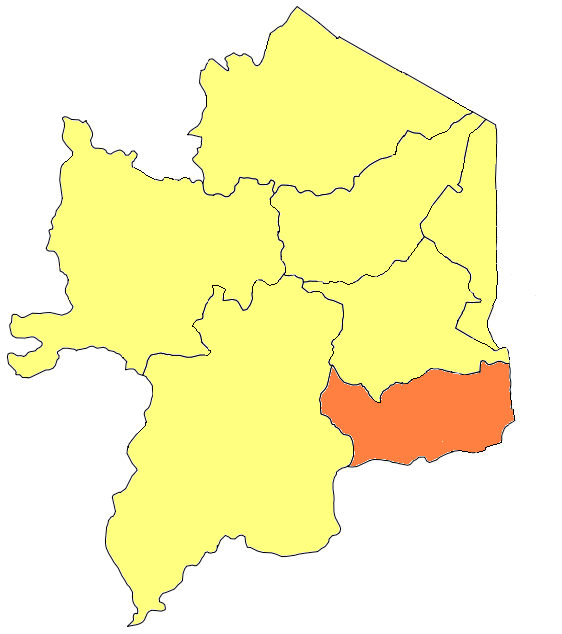
Lage der Präfektur Assoli innerhalb der Region Kara.

Die Präfektur Assoli ist eine Präfektur in Togo mit 66.394 Einwohnern (Stand: 2022). Sie liegt in der Region Kara und grenzt im Westen an die Präfektur Bassar und im Norden an die Präfektur Kozah der Region Kara, im Osten an Benin sowie im Süden an die Präfektur Tchaoudjo der Region Centrale. Verwaltungssitz ist Bafilo.
Die Präfektur Assoli ist in drei Kommunen mit insgesamt sechs Kantonen unterteilt:
- Assoli 1 mit den Kantonen Bafilo, Bouladè und Dako.
- Assoli 2 mit den Kantonen Alédjo und Koumondè.
- Assoli 3 mit dem Kanton Soudou.